# Malpelo

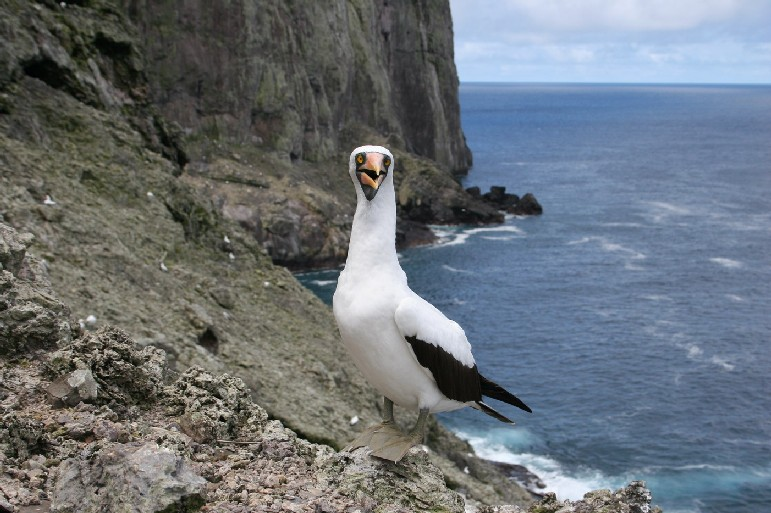
Sula granti, Melpelo

Malpelo (hiszp. Isla de Malpelo) – wyspa wulkaniczna na Pacyfiku, położona ok. 500 km na zachód od północnych wybrzeży Ameryki Południowej, należąca do Kolumbii.
Na wyspie rezyduje największa na świecie kolonia głuptaków galapagoskich Sula  granti licząca ponad 40 tys. osobników. W wodach wokół wyspy zanotowano ogromne grupy głowomłotów tropikalnych Sphyrna lewini liczące ponad 200 osobników, a także liczące ponad tysiąc osobników grupy żarłaczy jedwabistych, rekinów wielorybich czy tuńczyków. Występuje tu również rzadki rekin piaskowy Odontaspis ferox.
W 2006 roku wyspa Malpelo z uwagi na unikatowe walory przyrodnicze i naturalne została wpisana na Listę światowego dziedzictwa UNESCO.

## Nazwa
Pochodzenie nazwy Malpelo nie jest znane. Wyspa pojawiła się na mapie francuskiego kartografa Pierre’a Desceliersa (ok. 1500–1558) z 1550 roku pod nazwą „Ye mallabry”. Termin „mal ábrigo” (pol. „niechroniony”) w ówczesnej kartografii stosowany był na oznaczenie zatok i wysp. Nazwa mogła pochodzić również od łac. malveolus (pol. „niegościnny”). Wyspa jest trudno dostępna, jej wybrzeże to w większości niemal pionowe urwiska o wysokości dochodzącej do 100 metrów.

## Geografia
Wyspa położona jest na Oceanie Spokojnym ok. 500 km na zachód Zatoki Buenaventurana. Ma 1850 metrów długości i maksymalnie 600 m szerokości, a jej powierzchnia wynosi 35 hektarów. Jest wystającym z morza grzbietem górskim o trzech wierzchołkach, z których najwyższy – Cerro de la Mona – osiąga wysokość 376 m n.p.m. Podwodny łańcuch górski rozciąga się z północnego wschodu na południowy zachód na długości ponad 277 km (150 mil), a jego szerokość osiąga 50 mil.  
Wyspa należy do Kolumbii i administracyjnie wchodzi w skład departamentu Cauca.

### Geologia
Malpelo to oceaniczna wyspa wulkaniczna, powstała w okresie miocenu ok. 17–20 milionów lat temu wskutek interakcji pomiędzy pióropuszem płaszcza Galapagos a płytami Nazca i kokosową. Uważana za fragment oceanicznej skorupy ziemskiej, prawdopodobnie manifestacja plamy gorąca. Wyspa zbudowana jest ze skał bazaltowych – dajek pochodzących z trzeciorzędu, zastygłej lawy poduszkowej i brekcji. Na wyspie nie ma źródeł wody pitnej.

### Klimat
Malpelo znajduje się w strefie niskiego ciśnienia atmosferycznego przy równiku, gdzie zbiegają się pasaty z północnej i południowej półkuli, tworząc tropikalną strefę konwergencji. Klimat charakteryzują zmienne wiatry i wysokie opady. Pora deszczowa trwa od maja-czerwca do grudnia. Średnia temperatura roczna wynosi 27°C.
Środowisko wodne determinują prądy morskie – m.in. ciepłe: Prąd Północnorównikowy, Równikowy Prąd Wsteczny, Prąd Południoworównikowy i zimne: Prąd Peruwiański, Kalifornijski. Region podlega wpływowi El Niño i La Niña. Temperatura wody waha się zazwyczaj pomiędzy 26°C a 28°C, a jej średnie zasolenie jest wysokie 33–34‰.   

### Flora i fauna
Powierzchnia wyspy pozbawiona jest niemal wegetacji roślinnej, z wyjątkiem mchów, porostów, alg oraz nielicznych, izolowanych stanowisk paproci Pityrogramma dealbata i traw, dla których pożywką jest ptasie guano.
Na wyspie zanotowano ponad 50 gatunków ptaków z czego 30 gatunków migrujących. Rezyduje tu największa na świecie kolonia głuptaków galapagoskich licząca ponad 40 tys. osobników. Ponadto występują tu fregaty: fregata wielka i średnia, petrel galapagoski i mewa widłosterna. Na wyspie zanotowano cztery gatunki endemiczne: kraba lądowego Johngarthia malpilensis oraz jaszczurki: Anolis agassizi, Diploglossus millepunctatus i gekona Phyllodactylus transversalis. Bezkręgowce są na wyspie reprezentowane przez około 60 stwierdzonych gatunków.
W wodach wokół wyspy występuje wiele gatunków zagrożonych wyginięciem. Występują tu licznie pelagialne ryby kostnoszkieletowe, rekiny, ssaki morskie i żółwie morskie, m.in. rzadki rekin piaskowy Odontaspis ferox. Wokół Malpelo zaobserwowano ogromne grupy głowomłotów tropikalnych liczące ponad 200 osobników, a także liczące ponad tysiąc osobników grupy żarłaczy jedwabistych, rekinów wielorybich czy tuńczyków. Występują tu również barakudy Sphyraena idiastes, orlenie cętkowane, manty, pelamidy wschodnie, lucjanusy i karanksy a także endemiczne taksony rozgwiazd Tamaria stria i Narcissia gracilis malpeloensis.

## Historia
W okresie hiszpańskich podbojów kolonialnych wyspa nie była znana Hiszpanom, choć należała do Hiszpanii po podziale strefy wpływów w Nowym Świecie pomiędzy Hiszpanią a Portugalią według linii demarkacyjnej wyznaczonej przez papieża Aleksandra VI w 1493 roku. Na mocy Traktatu z Tordesillas z 1494 roku wyspa należała do Peru.
W 1810 roku, kiedy Kolumbia uzyskała niepodległość od Hiszpanii, wyspa przeszła w ręce Kolumbii w zgodzie z zasadą Uti possidetis. Wyspa wyznacza granicę morską z Kostaryką. Przynależność do Kolumbii została potwierdzona w kolejnych traktatach z 1976 i 1984 roku. W 1986 roku kolumbijski rząd założył na wyspie stację marynarki, gdzie mogło przybywać sześciu żołnierzy, rozszerzając wyłączną strefę ekonomiczną o 450 mil na zachód.      

## Badania i ochrona środowiska
Pierwszym naukowcem, który odwiedził wyspę był amerykański zoolog Charles Haskins Townsend (1859–1944), który przybył tu w marcu 1921 roku na pokładzie statku United States Fish Commission i zebrał okazy ptaków i gadów. Townsend przywiózł m.in. endemiczną jaszczurkę Anolis agassizi, którą w 1900 roku opisał Leonhard Stejneger (1851–1943). W 1893 roku amerykański karcynolog Walter Faxon (1848–1920) opisał kraba lądowego Johngarthia malpilensis. Podczas wyprawy na wyspy Galapagos w 1927 roku, amerykański herpetolog Joseph Richard Slevin (1881–1957) zebrał kilka okazów jaszczurek z Malpelo. W 1945 roku powstało pierwsze naukowe opracowanie wyspy autorstwa Roberta Cushmana Murphy’ego (1887–1973), kolejne opublikował w 1972 roku Instytut Smithsona.   
Założony w 1995 roku Rezerwat Przyrody Malpelo (ang. Malpelo Fauna and Flora Sanctuary, Malpelo FFS), po rozszerzeniach w 1996, 2002 i 2005 roku, ma powierzchnię 857,5 ha, z czego 99% przypada na wody oceaniczne.
W 2006 roku wyspa Malpelo z uwagi na unikatowe walory przyrodnicze i naturalne została wpisana na Listę światowego dziedzictwa UNESCO.